# Неги, Габар
Габар Сингх Неги (англ. Gabar Singh Negi, октябрь 1893 — 10 марта 1915) — индийский кавалер креста Виктории, высшей воинской награды за героизм, проявленный в боевой обстановке, которая может быть вручена военнослужащим стран Содружества и прежних территорий Британской империи.

## Биография
Габар Сингх Неги родился в деревне Манджаур, близ городка Чамба, округа Гархвал, Северо-Западных провинций Британской Индии. Примерно к 21 году он был стрелком 2-го батальона 39-го полка гархвалских стрелков Британской Индийской армии. За свои действия 10 марта 1915 года во французском Нев-Шапеле был представлен к награде.
В официальном объявлении о награде говорилось:
За выдающуюся храбрость, проявленную 10 марта 1915 года в районе Нев-Шапель.
В ходе нашей атаки на немецкие позиции он был в составе штурмового отряда, ворвавшегося с гранатами в главную вражескую траншею, и был первым кто разил каждого следующего из противников, неуклонно теснил их до тех, пор пока те не сдались.

Он был убит в том бою.
Сингх Неги был погребен на месте своей гибели. Теперь его могила находится в мемориальном комплексе Нев-Шапель комиссии Содружества наций по уходу за военными захоронениями. На родине воина, в городке Чамба, организуется ежегодная ярмарка в его честь. В 1971 году Гархвалский полк обустроил тут памятник Неги.